# DOTピクトグラム

DOTピクトグラムの例。左から「エスカレーター（上り）」「託児所」「陸上交通機関」

DOTピクトグラムまたはAIGAピクトグラムは、言葉を使用せずに旅行者に有用な情報を伝えるために、米国運輸省 (DOT) の依頼でアメリカグラフィックアート協会 (AIGA) が作成した50種類のピクトグラムのセットである。
これらは、空港、駅、ホテルなど、外国人観光客が多く利用する公共の場所で有用であり、文字よりも識別が容易である。DOTピクトグラムの中には、トイレや電話を表す、今ではおなじみとなった物もある。その普遍的な受容性から、「ピクトグラムのヘルベチカ」とも呼ばれており、人（男性）を表すピクトグラムは「ヘルベチカ・マン」と呼ばれている。
DOTピクトグラムは米国政府の著作物としてパブリックドメインに属しているため、ライセンスの問題なしに、誰でもどんな目的でも使用することができる。

## 歴史
1974年、米国運輸省は、あまり検討をせずにその場しのぎで作成された州間高速道路で使用されていたピクトグラムの欠点を認識し、AIGAにピクトグラムを作成するよう依頼した。AIGAは、ロジャー・クック、ドン・シャノスキーと協力して、東京国際空港や1972年ミュンヘンオリンピックなどの世界中で使用されているさまざまなピクトグラムを網羅的に調査した。彼らは、これらのピクトグラムを、見やすさ、国際的な認識力、破壊行為に対する耐性などの基準に基づいて評価した。どの特徴が最も成功し、適切であるかを決定した後、彼らはDOTから要求された34種類のピクトグラムをデザインした。
1979年に16種類のピクトグラムが追加され、合計で50種類になった。

## ピクトグラムの開発

### 事前調査
以下に挙げた24種類の施設（鉄道、空港、政府機関）やイベント（オリンピック、博覧会）で使用されたピクトグラムを収集し、種類ごとにカタログを作成して精査された。ゼロからのスタートではなく、可能な限り既存のピクトグラムを基に強固なデザインを開発することが重要な目標となった。
- 1964年東京オリンピック
- 1968年メキシコシティーオリンピック
- 1972年札幌オリンピック
- 1972年ミュンヘンオリンピック
- オーストラリア民間航空局
- ドイツ空港協会
- アメリカ航空運送協会
- イギリス空港運営公団
- ダラス・フォートワース国際空港
- 国際航空運送協会(IATA)
- 国際民間航空機関(ICAO)
- KFAI AB[注釈 1]
- マッカラン国際空港
- アメリカ合衆国国立公園局
- オランダ鉄道
- Picto'grafics[注釈 2]
- ニューヨーク・ニュージャージー港湾公社
- スウェーデンの国立公園
- シアトル・タコマ国際空港
- 東京国際空港（羽田空港）
- カナダ運輸省
- 国際鉄道連合
- モントリオール万国博覧会
- 日本万国博覧会（大阪万博）

### 評価
最初のステップは、このプロジェクトで作成するピクトグラムの種類を特定することだった。これは「メッセージ・エリア」と称された。運輸省の施設局とAIGAの委員会が、34種類のメッセージからなる初期リストを作成した。これらのメッセージは、大きく四つのカテゴリに分類された。電話、トイレ、救護所などの施設サービスと交通手段からなる「公共施設」、レンタカー、コーヒーショップ、売店などの「商業施設」、チケット購入、税関などの乗客関連の処理を意味する「行動処理」、禁煙、立入禁止などの「規制」の四つである。
24の情報源から委員会が求めたメッセージを伝えるシンボルは、「コンセプトグループ」と呼ばれ、メッセージを伝えるために類似した一般的なデザインを使用したシンボルの単純なグループに分けられた。例えば「電話」のシンボルは「電話の受話器」、「電話のダイヤル」、「正面から見たダイヤル式電話」、「受話器とダイヤル」という四つのコンセプトグループに分けられた。

### スコアリング
シンボルは、「意味的」「統語的」「実用的」の三つの特性で評価された。
意味的(semantic)次元とは、視覚的イメージと意味との関係を指す。

このシンボルはメッセージをどの程度表しているか?

人々はシンボルが示すメッセージを理解できているか?

さまざまな文化の人々がこのシンボルを誤解しないか?

さまざまな年齢層の人々がこのシンボルを理解できるか?

このシンボルを学ぶのは難しいか?

このシンボルは、すでに広く受け入れられているか?

このシンボルに、メッセージとは関係のない要素が含まれていないか?

統語的 (syntactic) 次元とは、一つの視覚イメージと他のイメージとの関係を指す。

このシンボルはどのように見えるか?

このシンボルの各部分はどのように関連しているか。

このシンボルは、他のシンボルとどのように関連しているか?

このシンボルの構造は、図/地、ソリッド/アウトライン、オーバーラップ、透明性、方向性、フォーマット、スケール、色、テクスチャの使用に一貫性があるか?
このシンボルは、認識の階層を使用しているか?

最も重要な要素が最初に認識されるか?

このシンボルは、既存の規格や慣習に著しく反していないか?

このシンボルとその要素は、相互に関連する様々な概念に体系的に適用できるか?

実用的(pragmatic)次元とは、利用者に対する視覚イメージの関係を指す。

人がこのシンボルを認識できるか?

このシンボルは、劣悪な照明条件、斜めからの視野角、その他の視覚的なノイズによって深刻な影響を受けないか?

このシンボルは、一般的な視距離の範囲内でずっと見えるか?

このシンボルは、特に破壊行為に弱くないか?

このシンボルは複製が容易であるか?

このシンボルは、うまく拡大・縮小できるか?—Symbol Signs (1974)
この三つのカテゴリについて、各委員が1（悪い）から5（良い）の得点をつけて評価した。各シンボルの合計スコアに加えて、コンセプトグループごとに三つのカテゴリにどれだけ合致しているかに基づいて総合スコアが与えられた。

### 勧告
最後に、各シンボルの得点やそれまでの議論に基づいて、提言や見解がまとめられた。「電話」のシンボルについては、受話器のアイコンは一般的だが、レンチなどの他のアイテムと混同される可能性のある奇妙な形であること、ダイヤルのシンボルはわかりやすいが、プッシュボタン電話の使用が増えているため、すでに時代遅れになっていることなどが指摘された。
これらの提言は、コンセプトに沿ったシンボルをデザインするための最終的な行動指針としてまとめられた。「電話」については、「グループ1のコンセプトを修正し、現代の電話機の正面図を実験的に採用する」ことが決定された。

## ピクトグラム

### オリジナル版（1974年）

商業施設
レンタカー
レストラン
カフェ
バー
店舗

行動処理
切符売り場
手荷物預かり
手荷物受け取り
税関
出入国審査

規制
禁煙
喫煙
駐車禁止
駐車場
立入禁止

当初開発されたピクトグラムのセットは、主に交通機関を想定した34種類で構成されていた。「救護所」「禁煙」「駐車禁止」「立入禁止」は、赤色にオストワルト表色系の"6 1/2 pa"を使用している。

公共施設
電話
郵便
両替
救護所
遺失物預かり
コインロッカー
エレベーター
男子トイレ
女子トイレ
トイレ
案内
ホテル案内
タクシー
バス
陸上交通
鉄道
航空
ヘリポート
船

- 商業施設
- レンタカー
- レストラン
- カフェ
- バー
- 店舗

- 行動処理
- 切符売り場
- 手荷物預かり
- 手荷物受け取り
- 税関
- 出入国審査

- 規制
- 禁煙
- 喫煙
- 駐車禁止
- 駐車場
- 立入禁止

### 1979年追加

商業施設
理髪店・美容室
理髪店
美容室

行動処理
出発便
到着便

規制
ペット持ち込み禁止
出口
消火器
ゴミ箱

1979年、DOTはオリジナルのセットに欠けていた部分を補うため、16種類の追加のピクトグラムの作成をAIGAに要求した。「救護所」「禁煙」「駐車禁止」「ペット持込み禁止」「立入禁止」にはパントンレッド032C、「出口」にはパントングリーン340Cが使用された。

公共施設
会計
クローク
エスカレーター
上りエスカレーター
下りエスカレーター
階段
授乳室
水飲み場
待合室

- 商業施設
- 理髪店・美容室
- 理髪店
- 美容室

- 行動処理
- 出発便
- 到着便

- 規制
- ペット持ち込み禁止
- 出口
- 消火器
- ゴミ箱

### 2000年代
「救護所」のピクトグラムには赤十字が使用されていたが、アメリカ赤十字社が応急処置や医療サービスの一般的なシンボルとしての「赤十字」シンボルの使用を排除するための努力を重ねた結果、「救護所」のピクトグラムが非公式に変更されている。
アメリカ赤十字社は1999年に、DOTピクトグラムを含むピクトグラム集を出版していたUltimate Symbol社に、1996年版の赤十字のシンボルがジュネーブ条約や米国の商標法に違反していることを伝え、AIGAのDOTピクトグラムセットを含む今後の版からの削除を要請した。第2版の"Official Signs & Icons"では、ISO 3864で「安全色」と規定された緑色の十字に変更された。
緑の背景に白の十字、または緑の背景に白の十字は、元の赤十字と視覚的に類似していることと、広く使用されていることから、一般的な置き換えとなっている。ISO 7010では、救護所のピクトグラムは緑の背景に白の十字となっている。

救護所

- 救護所[注釈 5]